# Виар, Карин
Кари́н Виа́р (фр. Karin Viard; род. 24 января 1966, Руан) — французская актриса театра, кино и телевидения, двукратная обладательница премии «Сезар» и ещё шести других кинематографических наград, член жюри Каннского кинофестиваля в 2003 году, кавалер ордена «За заслуги».

## Биография
Карин Виар родилась 24 января 1966 года в Руане, Франция, где жила до совершеннолетия с бабушкой и дедушкой. Она окончила Лицей Корнель и в Руанской региональной консерватории (фр. Conservatoire à rayonnement régional de Rouen). В 17 лет переехала в Париж, где активно начала сниматься в кино, и вышла замуж за кинооператора. У пары двое детей: Маргарет (1998) и Симон (2000). Отец Карин — директор нефтяной платформы.
В 1986 году Карин дебютировала на экране в двух короткометражных фильмах, а в 1989 году появилась в одном эпизоде сериала «Расследование комиссара Мегрэ». С 1990 года снимается в полнометражных фильмах, впрочем, «в её фильмографии не столь много полнометражных картин — актриса предпочитает „отдыхать“ от большого кино в камерных театральных залах и короткометражках, к работе в которых она относится с не меньшей серьёзностью».
Актриса наиболее известна по ролям в картинах «Деликатесы» (1991), «Париж» (2008), «Палиция» (2011) и «Семейство Белье» (2014). За участие в последних трёх она была трижды номинирована на премию Сезар.
В 2017 году Карин Виар можно было увидеть в главной роли в комедии «Ревнивая». А в 2019 году она сыграла в психологическом триллере «Идеальная няня», экранизации одноименного романа-бестселлера писательницы Лейлы Слимани, основанного на реальных событиях.

## Фильмография

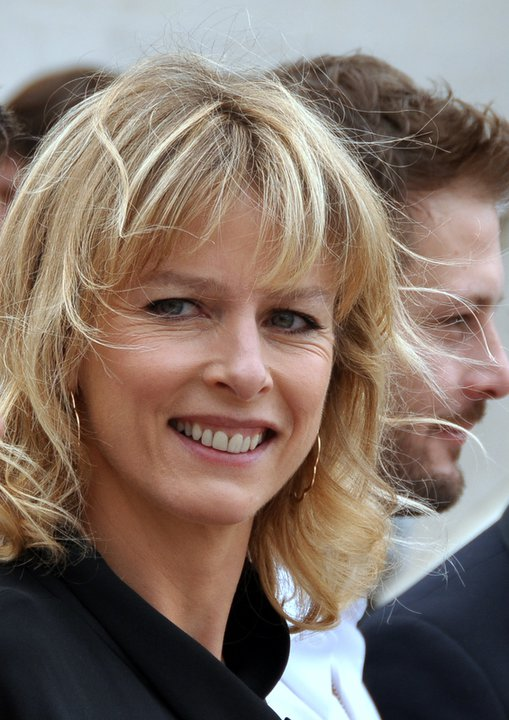
Карин Виар на Каннском кинофестивале (2011)

| Год  |   | Русское название                    | Оригинальное название               | Роль                     |
| ---- | - | ----------------------------------- | ----------------------------------- | ------------------------ |
| 1989 | с | Расследование комиссара Мегрэ       | Les Enquêtes du commissaire Maigret | Селин (в одном эпизоде)  |
| 1990 | ф | Тётушка Даниэль                     | Tatie Danielle                      | Агата                    |
| 1991 | ф | Деликатесы                          | Delicatessen                        | мадемуазель Плюсс        |
| 1992 | ф | Макс и Джереми                      | Max et Jérémie                      | девушка                  |
| 1993 | ф | Плыть по-индейски                   | La Nage indienne                    | Клара                    |
| 1995 | ф | Техника супружеской измены          | Adultère (mode d'emploi)            | Фабьен Кортежиани        |
| 1995 | ф | Ненависть                           | La Haine                            | девушка                  |
| 1997 | ф | Путешественники                     | Les Randonneurs                     | Корали                   |
| 1999 | ф | Будь храбрым!                       | Haut les cœurs !                    | Эмма                     |
| 1999 | ф | Новая Ева                           | Nouvelle Ève                        | Камиль                   |
| 1999 | ф | Дети века                           | Les Enfants du siècle               | Мари Дорваль             |
| 2000 | ф | Время сексуального освобождения     | La Parenthèse enchantée             | Ева                      |
| 2001 | ф | Детская игра                        | Un jeu d’enfants                    | Марианна Фовель          |
| 2001 | ф | Королевы на один день               | Reines d'un jour                    | Гортензия Лассаль        |
| 2001 | ф | Тайм-аут                            | L’Emploi du temps                   | Мюриэль                  |
| 2002 | ф | Целуй кого хочешь                   | Embrassez qui vous voudrez          | Вероник                  |
| 2003 | ф | Бутик                               | France Boutique                     | Франс Местраль           |
| 2004 | ф | Экс-женщина моей жизни              | L’Ex-femme de ma vie                | Нина                     |
| 2004 | ф | Роль её жизни                       | Le Rôle de sa vie                   | Клэр Роше                |
| 2005 | ф | Ад                                  | L’Enfer                             | Селин                    |
| 2005 | ф | Гильотина                           | Le Couperet                         | Марлен Давье             |
| 2006 | ф | Честолюбцы                          | Les Ambitieux                       | Джудит Зан               |
| 2007 | ф | Почти правда                        | La Vérité ou presque                | Анна                     |
| 2008 | ф | Париж                               | Paris                               | булочница                |
| 2008 | ф | Путешественники 2                   | Les Randonneurs à Saint-Tropez      | Корали                   |
| 2009 | ф | Бал актрис                          | Le Bal des actrices                 | камео                    |
| 2009 | ф | Последний романтик планеты Земля    | Les Derniers Jours du monde         | Хлоя                     |
| 2010 | ф | Отчаянная домохозяйка               | Potiche                             | Надеж Дюмолин            |
| 2010 | ф | Таможня даёт добро                  | Rien à déclarer                     | Ирен Жанус               |
| 2011 | ф | Каникулы на море                    | Le Skylab                           | Альбертина (взрослая)    |
| 2011 | ф | Моя часть пирога                    | Ma part du gâteau                   | Франс                    |
| 2011 | ф | Палиция                             | Polisse                             | Надин                    |
| 2012 | ф | Расскажите о себе                   | Parlez-moi de vous                  | Клэр Мартин / Мелина     |
| 2013 | ф | Любовь в квадрате                   | Des gens qui s'embrassent           |                          |
| 2013 | ф | Лулу — обнажённая женщина           | Lulu femme nue                      | Лулу                     |
| 2013 | ф | Любовь — это идеальное преступление | L'amour est un crime parfait        | Марианна                 |
| 2014 | ф | Уик-энды                            | Week-ends                           | Кристина                 |
| 2014 | ф | Могли бы остаться друзьями          | On a failli être amies              | Марите Бресси            |
| 2014 | ф | Голос семьи Белье                   | La Famille Bélier                   | Джиджи Белье, мать Паулы |
| 2015 | ф | Образцовые семьи                    | Belles Familles                     | Флоранс Дэфф             |
| 2015 | ф | 21 ночь с Патти                     | 21 nuits avec Pattie                | Патти                    |
| 2015 | ф | Лоло                                | Lolo                                | Ариана                   |
| 2015 | ф | Отличный обмен                      | Le Grand Partage                    | Кристин Дюбрей           |
| 2016 | ф | Пришельцы 3: Взятие Бастилии        | Les Visiteurs : La Révolution       | Аделаида де Монмирай     |
| 2016 | ф | Маленький жилец                     | Le Petit Locataire                  | Николь Пайан             |
| 2017 | ф | Ревнивая                            | Jalouse                             | Натали Пешо              |
| 2018 | ф | Щекотка                             | Les Chatouilles                     | Мадо Ле Надан            |
| 2018 | ф | Бекассин                            | Bécassine!                          | Маркиза де Гран-Эйр      |
| 2018 | ф | Маленький жилец                     | Le Petit Locataire                  | Николь Пайан             |
| 2019 | ф | Идеальная няня                      | Chanson douce                       | Луиза (няня)             |
| 2020 | ф | Напоказ                             | Les Apparences                      | Ева                      |
| 2021 | ф | Происхождение мира                  | L’Origine du monde                  | Валери Бордье            |
| 2021 | ф | Падение Токио                       | Tokyo Shaking                       | Александра Пакварт       |
| 2021 | ф | Фантазии для взрослых               | Les Fantasmes                       | Лили                     |
| 2022 | ф | Мария мечтает                       | Maria rêve                          | Мария Родригес           |
| 2022 | ф | Неудачники                          | Trois fois rien                     | покупательница           |
| 2023 | ф | Вау!                                | Wahou!                              | Катрин Бурбьяль          |
| 2023 | ф | Магнификат                          | Magnificat                          | Шарлотта Ривьер          |
| 2023 | ф | Ночь                                | Une nuit                            | Натали / Жанна           |
| 2024 | ф | Мадам де Севинье                    | Madame de Sévigné                   | Мари де Рабютен-Шанталь  |
| 2024 | ф | Последний вздох                     | Le Dernier Souffle                  | Элеонора, врач-онколог   |
|      | с | Ичезнувший                          | Vanished                            |                          |

## Награды и номинации
- 1994 — «Сезар» в номинации «Самая многообещающая актриса» за роль в фильме «Плыть по-индейски» — номинация
- 1995 — Фестиваль франкоязычных фильмов Au Namur — Золотой Байард в номинации «Лучшая актриса» за роль в фильме «Техника супружеской измены» — награда
- 1998 — «Сезар» в номинации «Лучшая актриса второго плана» за роль в фильме «Путешественники» — номинация
- 1999 — награда имени Сьюзен Бьянкетти от Общества драматических авторов и композиторов[фр.]
- 2000 — «Сезар» в номинации «Лучшая актриса» за роль в фильме «Будь храбрым!» — награда
- 2000 — Фестиваль второсортных фильмов (англ. B-Movie Film Festival) — «Лучшая актриса» за роль в фильме «Новая Ева» — награда
- 2000 — награда имени братьев Люмьер в номинации «Лучшая актриса» за роль в фильме «Будь храбрым!»
- 2003 — «Сезар» в номинации «Лучшая актриса второго плана» за роль в фильме «Целуй, кого хочешь» — награда
- 2004 — Международный кинофестиваль в Монреале — «Лучшая актриса» за роль в фильме «Роль её жизни» — награда
- 2005 — «Сезар» в номинации «Лучшая актриса» за роль в фильме «Роль её жизни» — номинация
- 2007 — Международный фестиваль комедийных фильмов в Альп-д’Юэз — «Лучшая игра» за роль в фильме «Честолюбцы» — награда
- 2009 — Кавалер ордена «За заслуги»
- 2009 — «Сезар» в номинации «Лучшая актриса второго плана» за роль в фильме «Париж» — номинация
- 2011 — «Сезар» в номинации «Лучшая актриса второго плана» за роль в фильме «Отчаянная домохозяйка» — номинация
- 2012 — «Сезар» в номинации «Лучшая актриса» за роль в фильме «Палиция» — номинация
- 2015 — «Сезар» в номинации «Лучшая актриса» за роль в фильме «Семейство Белье» — номинация
- 2016 — «Сезар» в номинации «Лучшая актриса второго плана» за роль в фильме «21 ночь с Патти» — номинация
- 2018 — «Сезар» в номинации «Лучшая актриса» за роль в фильме «Ревнивая» — номинация
- 2019 — «Сезар» в номинации «Лучшая актриса второго плана» за роль в фильме «Щекотка» — награда
- 2020 — «Сезар» в номинации «Лучшая актриса» за роль в фильме «Идеальная няня» — номинация
- 2022 — Командор ордена искусств и литературы[7]